# Arctosa costenola
Espèce
Arctosa costenola est une espèce d'araignées aranéomorphes de la famille des Lycosidae.

## Distribution
Cette espèce est endémique du département de Bolívar en Colombie,. Elle se rencontre vers Carthagène des Indes.

## Description
Le mâle holotype mesure 5,42 mm et la femelle paratype 6,83 mm, les mâles mesurent de 2,82 à 5,42 mm et les femelles de 3,17 à 6,83 mm.

## Systématique et taxinomie
Cette espèce a été décrite par Paredes-Munguía, Brescovit et Teixeira en 2024.

## Publication originale
- Paredes-Munguía, Brescovit & Teixeira, 2024 : « Revision of Neotropical wolf spider genus Arctosa C.L. Koch, 1847 (Araneae: Lycosidae), with description of seven new species. » Zootaxa, no 5414(1), p. 1-83.